# Dumbarton (Royaume-Uni)
Pour les articles homonymes, voir Dumbarton.
Dumbarton (prononcé en anglais : [dʌmˈbɑːtən], gaélique écossais : Dùn Breatann) est un burgh écossais, capitale administrative du council area du West Dunbartonshire et de la région de lieutenance et ancien comté du Dunbartonshire. De 1975 à 1996, elle était la capitale administrative du district de Dumbarton, au sein de la région du Strathclyde. La population est de 20.527 habitants en 2001. 
Le burgh se situe sur la rive nord de la Clyde, à l'endroit où la rivière Leven (en) se jette dans la Clyde. Dès le Ve siècle, Dumbarton, dont le nom signifie en Brittonique le « Fort des Bretons », fut la capitale du Royaume de Strathclyde, elle fut ensuite prise et détruite par les Vikings en 871.
Le club de football local est le Dumbarton FC qui joue au Dumbarton Football Stadium. Un autre club aujourd'hui disparu, le Dumbarton Harp, a aussi été basé dans la ville.
Le prince Harry et sa femme Meghan Markle se voient appelés comte et comtesse de Dumbarton quand ils sont en Écosse.

## Voies de communication et transports
La ville est desservie par trois stations sur la ligne Glasgow, Cumbernauld & Falkirk Grahamston : Dalreoch, Dumbarton Central et Dumbarton East.

## Culture et patrimoine

### Monuments et lieux touristiques
- Château de Dumbarton[2].
- Site de Scottish Maritime Museum (en) à Dumbarton[3].
- Parc de Levengrove[4] où se trouvent les ruines de l'église de Saint Serf. Selon la légende, les organes de Robert Ier seraient enterrés dans ce lieu[5].

## Personnalités liées à la commune
- Jackie Stewart (1939-) : triple champion du monde de Formule 1
- John William Madden (1865-1948) : footballeur international écossais devenu entraîneur
- David Byrne (1952-) : musicien, notamment du groupe Talking Heads, né à Dumbarton[6]